# Казе Муратори (Римини)
Казе Муратори је насеље у Италији у округу Римини, региону Емилија-Ромања.
Према процени из 2011. у насељу је живело 439 становника. Насеље се налази на надморској висини од 19 м.